# WWE 2K18
WWE 2K18 é jogo eletrônico de luta livre profissional desenvolvido pela Yuke's e Visual Concepts, e publicado pela 2K Sports para PlayStation 4, Xbox One, Nintendo Switch e Microsoft Windows que foi lançado em 17 de outubro de 2017. É o décimo nono jogo da franquia WWE (o quinto publicado pela 2K Sports) e o sucessor do WWE 2K17.

## Marketing
Em 23 de maio de 2017, a 2K Sports anunciou que o WWE 2K18 seria lançado no outono americano de 2017. Em 19 de junho de 2017, a 2K lançou um trailer revelando Seth Rollins como arte da capa do jogo. O trailer, com o slogan "Be Like No One", apresenta Rollins vandalizando e queimando um depósito da WWE em Stamford, Connecticut. Um segundo trailer, que anunciou Kurt Angle como bônus de pré-encomenda do jogo, apresenta Angle visitando as ruínas do depósito e encontrando um par de suas botas entre as cinzas. Uma edição de luxo também foi anunciada, dando aos jogadores acesso ao jogo quatro dias antes de seu lançamento, além da passe de temporada e conteúdo adicional, ainda por anunciar. Em 10 de julho de 2017, foi confirmada uma versão do jogo para Nintendo Switch.
Em 27 de julho de 2017, a 2K Sports anunciou uma edição de colecionador, chamada "Cena (Nuff)". Revolvendo em torno de John Cena, a edição inclui uma action figure de Cena, uma peça do tapete do ringue onde venceu no Royal Rumble e uma foto autografada de Cena. Ao contrário dos anos anteriores, a edição do colecionador também incluirá o passe de temporada do jogo. A edição do colecionador (bem como a edição deluxe) terá duas versões jogáveis adicionais de Cena (ECW One Night Stand 2006 e WrestleMania XXVI), bem como Batista e Rob Van Dam como personagens jogáveis.
Em 16 de agosto, 2K e IGN anunciaram os primeiros 47 personagens jogáveis, com uma lista revelada especial apresentada por Corey Graves, Renee Young e Goldust. Dois dias depois, a 2K anunciou que a trilha sonora do jogo seria organizada por The Rock e que apresentará uma mistura de rock clássico, rock moderno e hip hop. Em 26 de setembro, a 2K anunciou que, pela primeira vez, a versão de PC do jogo será lançada na mesma data em relação as versões para os consoles, no dia 17 de outubro. Os detalhes do passe de temporada foram revelados em 27 de setembro, apresentando accelerator, myPlayer kick start, New Moves pack, NXT Generation pack e Enduring Icons pack.

### Plantel
Em 29 de junho de 2017, foi anunciado que Kurt Angle seria o personagem bônus de pré-encomenda da WWE 2K18, fazendo sua primeira aparição em um jogo da WWE desde o WWE SmackDown vs. Raw 2007. Este será o maior plantel em um lançamento da série.

## Gameplay
Semelhante aos seus antecessores, o WWE 2K18 é um jogo de luta profissional e pela primeira vez desde o WWF SmackDown! Just Bring It, oito lutadores poderão estar em uma luta ao mesmo tempo, os jogos anteriores limitaram o número em apenas 6 lutadores (a versão Nintendo Switch só suportará 6 lutadores no ringue). A luta Royal Rumble foi reformulada, com novas mecânicas, finalizações e sequências de eliminação.

### Modos de jogo
O recurso Create-a-Match, visto pela última vez no WWE 2K14, retornou. O MyCareer agora permite que o jogador transite livremente pelos bastidores, com lutadores criando alianças e inimigos, e os estilos de luta são introduzidos no modo de carreira "MyPlayer", permitindo que os jogadores escolham entre oito estilos de luta diferentes, cada um com suas próprias forças e fraquezas.
O novo modo Road To Glory permite que os jogadores usem seus personagens do MyPlayer para se qualificar e competir em eventos, semelhante ao encontrado no WWE Supercard.
O Universe mode foi melhorado com um novo sistema de história, com novas cut-scenes, a introdução do power-rankings e um sistema de metas.

### Comentários e gráficos
WWE 2K18 conta com uma nova equipe de comentáristas com Michael Cole, Byron Saxton e Corey Graves. O som da crowd também é melhorado e conta com cantos mais realistas. Ele também apresentará um novo mecanismo gráfico, que melhora o sistema da câmera e uma melhor iluminação, texturas e modelos de personagens.